# The Dark Horse (film, 2014)
Pour les articles homonymes, voir The Dark Horse.
Pour plus de détails, voir Fiche technique et Distribution.
The Dark Horse est un film néo-zélandais écrit et réalisé par James Napier Robertson et sorti en 2014.
The Dark Horse est basé sur l'histoire vraie de Genesis Potini, un brillant joueur d'échecs néo-zélandais qui souffrait d'un trouble bipolaire sévère. Malgré les défis, Potini a trouvé un but dans la vie en transmettant sa connaissance du jeu d'échecs à la communauté.

## Distribution
- Cliff Curtis : Genesis
- James Rolleston : Mana
- Kirk Torrance : Noble
- Miriama McDowell : Sandy
- James Napier Robertson : Dave
- Barry Te Hira : Mutt
- Xavier Horan : Jedi
- Wayne Hapi : Ariki
- Lyel Timu : Rangimarie
- Te Ahorangi Retimana-Martin : Rusty
- Calae Hignett-Morgan : Piripi
- Te Rua Rehu-Martin : Murray
- Niwa Whatuira : Michael
- Lionel Wellington : Rip
- Wesley Broadfoot : Nathan
- Tuhoe Isaac : Blood
- Sia Trokenheim : Nurse
- Andrew Grainger : Clive
- Shaden Te Huna : Genesis jeune
- Dante Nathuran : Ariki jeune
- Pat Napier : Registration lady
- Kuli Tonga : Truck
- Quade Roiri : Rangi
- John Leigh : Gift Shop Owner
- Shane Rangi : Police Officer #1
- Thomas Kiwi : Police Officer #2
- Jim Marbrook : Red faced man
- Jon Brazier : Dr. Andrews
- Karlos Wrennall : Liquor store owner
- Rachel House : Vagrant woman
- Patricia Vichmann : la mère de Rip
- Shane Dawson : le père de Rip
- John Robertson : Chess Coach #1
- Shane 'Jedi' Fitzgerald : Mark
- Andrew Stehlin : Vagrant Heavy
- Marietta Apulu : Marietta
- Christopher Kessell : Tom Michaels
- Jacob Tetton : Jacob
- Roseanne Liang : Nurse (non créditée)
- Joseph Oliveira : Store Clerk (non crédité)